# Jonas H. Ingram

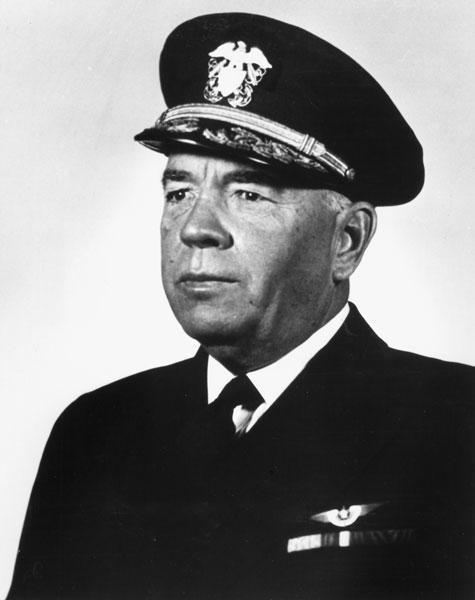
Admiral Ingram

Jonas H. Ingram (auch Jonas Howard Ingram; * 15. Oktober 1886 in Jeffersonville, Indiana; † 9. September 1952 in San Diego, Kalifornien) war ein US-amerikanischer Admiral in der United States Navy während des Zweiten Weltkriegs und danach.

## Biografie

### Ausbildung und Erster Weltkrieg
Ingram besuchte die Jeffersonville High School und die Culver Military Academy. Er war von 1903 bis 1947 bei der US-Marine. Er studierte von 1903 bis 1907 als Midshipman (Offizieranwärter) an der United States Naval Academy in Annapolis, Maryland und war sportlich sehr aktiv sowie 1915/16 Cheftrainer der Akademie. 1914 erhielt er die Ehrenmedaille im Krieg bei der Mexikanischen Revolution bei der Landung in Veracruz, Mexiko. 1915 wurde er Leutnant und er diente auf mehreren Schlachtschiffen, Kreuzern und Zerstörern. Er war im Einsatz während des Ersten Weltkriegs in der Atlantikflotte.

### Zwischenkriegszeit
1924 kommandierte er den Zerstörer Stoddert (DD-302) und 1926 das Schlachtschiff Pennsylvania. Von 1926 bis 1930 war er Sportdirektor der Marineakademie. Er war dann Presseoffizier und danach Adjutant des US-Sekretärs der Marine. 1935 wurde er zum Kapitän befördert und kommandierte das 6. Zerstörergeschwader und dann das Schlachtschiff Tennessee im Pazifik. 1941 erfolgte seine Beförderung zum Konteradmiral und er war Kommandant der Task Force Drei im Atlantik.

### Zweiter Weltkrieg und danach

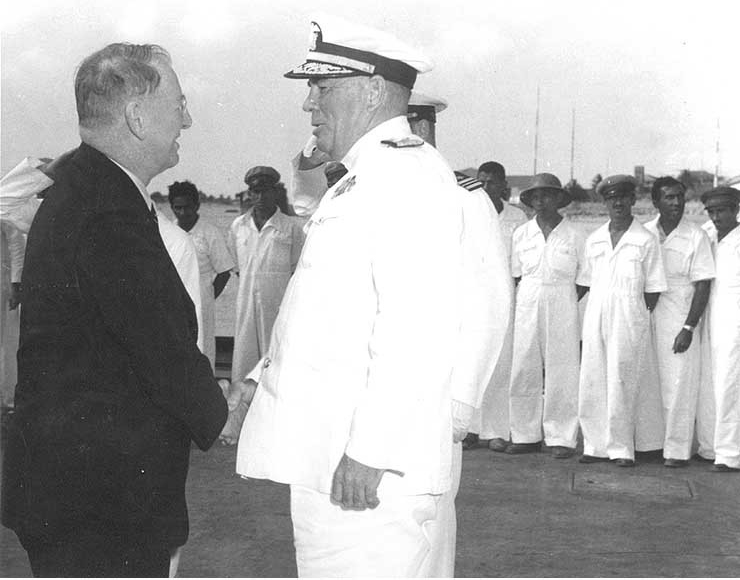
1943: Navy-Secretary Knox und Ingram in Brasilien

Im Zweiten Weltkrieg befehligte Ingram ab Ende 1942 die South Atlantic Force (4. Flotte) als Vizeadmiral. Er war von November 1944 bis 1946 Commander-in-Chief der US-Atlantikflotte (United States Fleet Forces Command) als Nachfolger von Admiral Royal E. Ingersoll. Im November 1944 wurde er zum (Vier-Sterne) Admiral befördert. U. a. befehligte er zwischen April und Mai 1945 die Operation Teardrop, welche zum Verlust fünf deutscher U-Boote führte. 1945 war er Kommandant der US-Atlantik-Flotte auf dem Schlachtschiff Missouri als sein Flaggschiff.
1947 – nach seiner Pensionierung – wurde er Kommissar der All-America Football Conference.

Er wurde auf dem Nationalfriedhof Arlington beerdigt.

## Werke
- An Air—Minded First Line of Defense, 1938
- Why the Battleship?, 1934

## Ehrungen (Auswahl)
- Distinguished Service Cross
- Navy Cross (um 1917/18)
- Navy Distinguished Service Medal (3×)
- Medal of Honor[1]
- Purple Heart
- Order of Merit, Grande Official (Brasilien)
- Order of the British Empire: Knight Commander
- Der Zerstörer USS Jonas Ingram (DD-938) wurde 1957 nach ihm benannt.